# Barajas de Melo
Barajas de Melo è un comune spagnolo di 935 abitanti situato nella comunità autonoma di Castiglia-La Mancia.